# Cosmophasis umbratica
Cosmophasis umbratica — вид аранеоморфних павуків родини павуків-стрибунів (Salticidae).

## Поширення
Вид поширений в Південній та Південно-Східній Азії від Індії до Суматри. Ці павуки мешкають у місцевостях з низькою рослинністю, рідше на стовбурах дерев. Зазвичай вони трапляються на листях та квітках рослин на відкритих ділянках, що освітлюються яскравим сонцем. Активні вранці та на початку дня.

## Опис
Самиця Cosmophasis umbratica має зелений цефалоторакс та суміш чорного, білого та коричневого на черевці. Самці також зелені та чорні, але на черевній області вони мають срібні смужки. Вони мають білі відмітини збоку головогрудей та на спині, а також на стегнах усіх ніг. Дорослі самці мають довжину 5-7 мм. Вони мають довгі, стрункі ноги. Дорослі самиці сягають близько 4-5 мм завдовжки, а ноги набагато коротші в порівнянні з самцями.